# IAM (banda)
IAM es un grupo de rap francés, original de Marsella, creado en 1989 y del que forman parte Akhenaton (Philippe Fragione), Shurik'n (Geoffroy Mussard), Freeman (rapero) (Malek Brahimi), DJ Kheops (Eric Mazel), Imhotep (Pascal Perez) y Kephren (François Mendy). Además de la traducción anglófona «Soy», las siglas IAM tienen bastantes interpretaciones, especialmente «Invasion Arrivée de Mars», «Imperial Afro-asiatic Men» o «Indépendantistes Autonomes Marseillais», o incluso «Italien - Algérien - Malgache». Es un grupo que ha trabajado con cut killer.

## Biografía
El grupo nace en 1984-85 bajo el nombre de Lively Crew, formado en ese momento por dos miembros, el rapero Akhenaton (rapero) y DJ Kheops. El tercer miembro, Shurik'N, llega en 1988. El grupo cambia entonces de nombre y se convierte en B Boys Stance. Finalmente, al año siguiente, Freeman (rapero) (que deja el baile de breakdance y se convierte en rapero), Imhotep y Kephren se unen al grupo, en adelante llamado IAM. Lanzan entonces un sencillo llamado «attentat» lleno de humor, seguido de su primer álbum, Concept (cassette). A continuación firman un contrato con Virgin Records y lanzan ... de la planète Mars en 1991, re-bautizado De la planète meurtre por el Frente Nacional, en muchas ocasiones criticado en el álbum. El lanzamiento en 1993 de Ombre est lumière les permite incrementar aún más su popularidad, gracias sobre todo a la canción « Je danse le mia » que recupera algunas expresiones marsellesas, y que se convierte en un enorme éxito, llegando a vender más de 600.000 ejemplares y alcanzando la primera posición del Top 50 durante ocho semanas en 1994, en el que permanecen clasificados casi nueve meses.!
Pero el éxito comercial más grande del grupo llegaría con L'école du micro d'argent, lanzado en 1997, con el que consiguen dos premios en el concurso francés Victoires de la musique. Se convierte en disco de oro en tan sólo dos días. Vendería un total de millón y medio de ejemplares tanto en Francia como en el extranjero, alcanzando el estatus de disco de diamante. Este álbum, convertido en referencia para el rap francés, dará a IAM un renombre internacional. El grupo americano Sunz of Man, colaborador en el álbum, ayudó probablemente al éxito del álbum a la otra orilla del atlántico.
Después del éxito colosal de L'école du micro d'argent, los miembros del grupo siguen sus carreras en solitario
(Akhenaton (rapero) lo había hecho ya con su álbum Métèque et Mat en 1995), destacando Où je vis de Shurik'N en 1998, 
o incluso L'Palais de Justice de Freeman (rapero) en 1999. Aparte de la música, también trabajan en otros proyectos, 
como por ejemplo Akhenaton (rapero), que participa en el año 2000 en la película Comme un aimant. 
Este último publica a continuación tres álbumes en solitario, Sol Invictus (album) en 2001, Black Album en 2004 y Soldats de Fortune en 2006.
El grupo lanza en 2003 otro álbum: Revoir un printemps, que no renueva el éxito de su predecesor.
Al año siguiente, IAM lanza su primera compilación
que recorre su carrera desde su debut; uno de los temas inéditos, «Où va la vie ?», lanzado en sencillo, funciona bien en las listas.
IAM lanza un nuevo álbum titulado Saison 5 (en referencia al quinto álbum del grupo) el 2 de abril de 2007, que debuta directamente en el segundo lugar de las listas en Francia, 
mostrando en definitiva que el grupo no ha perdido para nada su popularidad después de más de 15 años de existencia y de éxitos varios. 
Tres de las canciones de este disco salen en formato sencillo: «Une autre brique dans le mur», «Ça vient de la rue» y «Offishall».
Un mes antes del lanzamiento de Saison 5, IAM presenta también IAM Mixtape official, un disco mezclado de carácter oficial por parte de Cut Killer y Dj Khéops, 
en el que colaboran varios artistas (especialmente de Cosca Crew) y en el que se puede distinguir influencias de la saga de El señor de los anillos.
El 22 de abril de 2013 sale a la venta Arts Martiens, el sexto álbum de estudio de la banda, colocándose en el número uno el mismo día de su lanzamiento. El disco supera a Daft Punk en el Top Álbumes en iTunes.

## Discografía

### Discos
- 1989: Concept
- 1991: ... de la planète Mars
- 1993: Ombre est lumière
- 1994: Ombre est lumière-volume unique
- 1997: L'école du micro d'argent
- 2003: Revoir un printemps
- 2007: Saison 5
- 2013: Arts Martiens
- 2017: Rêvolution
- 2019: Yasuke

### Bandas sonoras
- 1998: Taxi
- 2000: Taxi 2
- 2000: Comme un aimant

### Compilaciones / Directos / Mezclas
- 2004: IAM - Anthologie 1991-2004
- 2005: IAM Live au Dôme de Marseille
- 2005: IAM Platinum
- 2007: IAM Mixtape Official
- 2009: IAM - Galaxie

### Maxis / Sencillos
- 1991: Red, Black and Green
- 1992: Tam Tam de l'Afrique
- 1992: Planète Mars
- 1992: Donne-moi le micro (ep)
- 1994: Je danse le mia
- 1994: Le Feu
- 1995: Une Femme Seule/Sachet Blanc
- 1997: La Saga
- 1997: L'empire du côté obscur
- 1997: L'école du micro d'argent
- 1997: Nés sous la même étoile
- 1998: Petit Frère
- 1999: Independenza
- 2003: Noble Art
- 2003: Nous (Suisse et Belgique uniquement)
- 2003: Revoir un printemps
- 2004: Stratégie d'un pion
- 2005: Où va la vie?
- 2007: Une autre brique dans le mur
- 2007: Ca vient de la rue
- 2007: Offishall
- 2008: "Coupe Le Cake"

### DVD
- 2004: Au cœur d'IAM (Génèse de l'álbum Revoir un printemps), acompañado de un CD.
- 2004: IAM Live au Dôme de Marseille : Video del concierto en Marsella en 2004.